# Chowlāqlū
Chowlāqlū (persiska: چولاقلو, Cholāqlū) är en ort i Iran.   Den ligger i provinsen Östazarbaijan, i den nordvästra delen av landet, 400 km nordväst om huvudstaden Teheran. Chowlāqlū ligger 1 387 meter över havet och antalet invånare är 151.
Terrängen runt Chowlāqlū är kuperad åt nordost, men åt sydväst är den platt. Runt Chowlāqlū är det ganska glesbefolkat, med 40 invånare per kvadratkilometer. Närmaste större samhälle är Āq Kand, 14,4 km öster om Chowlāqlū. Trakten runt Chowlāqlū består i huvudsak av gräsmarker.